# Calliostoma turnerarum
Calliostoma turnerarum is een slakkensoort uit de familie van de Calliostomatidae. De wetenschappelijke naam van de soort is voor het eerst geldig gepubliceerd in 1964 door Powell.